# Kostel svatého Bartoloměje (Zábřeh)
Kostel svatého Bartoloměje v Zábřehu je barokní stavba z roku 1757. Kostel byl v roce 1958 zapsán na seznam kulturních památek. V roce 2024 byl kostel slavnostně konsekrován, pomocným biskupem Mons. Antonínem Baslerem.

## Historie

### Původní stavba
Historie kostela sv. Bartoloměje je spojena s historií města Zábřehu, které bylo založeno v polovině 13. století. Zábřežská farnost je v písemných pramenech zmiňována v r. 1351, kostel tedy již existoval jako farní. V období reformace kostel patřil příslušníkům šlechty kališnického vyznání (utrakvistům), za doby pánů z Boskovic v 16. století pak luteránům. V roce 1620 byl vrácen katolické církvi. Ve 30. letech 17. století byly provedeny úpravy liturgického prostoru: pořízeny nové oltáře, dřevěný kůr nahrazen novým z kamene a cihel. V poslední třetině 17. století byl kostel již v tak špatném stavu, že se uvažovalo o jeho stržení. V roce 1670 byl založen fond na výstavbu nového kostela, která měla být zahájena v roce 1740. V důsledku slezských válek k tomu nedošlo a kostel sloužil až do roku 1750, kdy byl uzavřen. V roce 1751 vydal kníže Václav z Lichtenštejna svolení ke stavbě nového kostela a stávající kostel byl zbořen. Původní podoba kostela je zachycena na vedutách z roku 1623 a 1727.

### Nový kostel
Plány nového kostela podle zápisu ve  farní kronice vypracoval architekt Domenico Martinelli. V průběhu realizace stavby, ke které došlo až dlouho po jeho smrti, byly pozměněny místními staviteli. První bohoslužba byla v novém chrámu slavena 10. listopadu 1754, i když ještě nebylo vše dokončeno a práce pokračovaly v následujících letech. Brzy po dostavení chrámu se začaly projevovat obtíže způsobené malou únosností základové zeminy, takže již v roce 1760 bylo potřeba zajistit praskající klenbu.  V května 1764 uhodil do věže kostela blesk a silně ji poničil. Kůr byl postaven v roce 1772 a v roce  1777 byly na něm instalovány varhany. V roce 1786 byl kostel dodatečně stažen ocelovými kotvami. V roce 1793 při požáru shořela věž a roztavily se zvony. Nová cibulová báň nahradila provizorní střechu věže až po roce 1862. K posledním nejrozsáhlejším opatřením na zajištění statiky chrámu došlo v 70. letech 20. století.
Ve věži a v půdních prostorách kostela bylo v roce 1996 spolkem zábřežských zvoníků založeno farní muzeum. V jeho prostorách je umístěno několik expozic: lapidárium, liturgické předměty, poklad mincí nalezených při opravě lavic, historie zvonů. Zvonový soubor sloužící ke společnému vyzvánění je tvořen čtyřmi zvony. Jeho obnova byla dokončena v roce 2000. Pátým, nejstarším zvonem je umíráček z roku 1781, který se ke společnému zvonění nepoužívá. Další zvony byly postupně pořízeny v průběhu 2. poloviny 20. století.

## Popis

### Exteriér
Jednolodní orientovaný kostel s hranolovou věží vysokou 47 m stojí na okraji náměstí, průčelí je obráceno k jeho středu. Mírně se svažující pozemek je ze tří stran zpevněn opěrnou zdí, která je v místech bočních vchodů do kostela prolomena schodištěm. V těsné blízkosti kostela se nacházejí drobné sakrální památky
- socha sv. Trojice z roku 1807 obklopená zábradlím s kuželkovou balustrádou – kulturní památka od roku 2006
- socha sv. Jana Nepomuckého z roku 1734 – kulturní památka od roku 1999[6]
- kamenný kříž na severní straně kostela u bočního schodiště – kulturní památka od roku 2011.

Na loď obdélného půdorysu navazuje užší presbyterium s rovným zakončením. Na severní straně presbyteria je přistavěna nižší obdélná sakristie s pultovou střechou a vnějším vchodem se schodištěm. Pod sakristií se nachází krypta, v níž bylo v letech 1759 – 1783 pohřbeno celkem 15 osob. V bočních stěnách lodi jsou na protilehlých stranách lodi prolomeny postranní vchody s několika schodovými stupni. Fasáda lodi a kněžiště je členěna lizénovým rámováním a okny se segmentovými záklenky. Trojosé průčelí je tvořeno dvoupatrovou věží s hlavním vchodem v přízemí, která má po bocích pravoúhlé vestavby s točitým schodištěm na věž a s kaplí. Nad vchodem je vysoké okno se segmentovým záklenkem. Zvonicové patro věže je otevřeno okny s obloukovými záklenky a zastřešeno cibulí s lucernou a makovicí. Střecha nad kněžištěm a lodí je sedlová zvalbená.

### Interiér
Presbyterium je složeno z jednoho pole obdélného půdorysu zaklenutého pruskou klenbou a jednoho užšího obdélného pole zaklenutého valenou klenbou s výsečemi. Okna jsou oválná. V druhém klenebním poli presbytáře je umístěna  nástropní malba Poslední večeře.  Loď je složena ze tří obdélníkových polí zaklenutých pruskými klenbami. K polím na severní a jižní straně přiléhají výklenky, v nichž jsou umístěny boční oltáře. Kněžiště i loď je uvnitř členěna pilastry na podnožích s iónskými hlavicemi nesoucích průběžnou profilovanou římsu. V západní části lodi je nad vstupním arkádovým prostorem umístěna kruchta s varhanami. Nástroj od firmy Rieger z Krnova z r. 1955 je instalován v barokní skříni, která sloužila pro původní varhany mistrů Staudingerů z Andělské Hory.
Interiér kostela byl dotvářen až v poslední třetině 18. století. Mohutný sloupový hlavní oltář byl pořízen v roce 1791 a do něj byl osazen již dříve namalovaný hlavní oltářní obraz Umučení sv. Bartoloměje a nástavcový obraz Korunovace Panny Marie. Oba obrazy namaloval Tadeáš Juda Supper z Moravské Třebové, který je také autorem obrazu Příbuzenstva Páně na stejnojmenném bočním oltáři. Sochy po stranách hlavního oltáře představují sv. Cyrila a Metoděje. Oltářní obraz na bočním oltáři sv. Jana Nepomuckého maloval Kašpar František Sambach spolu se svým synem Janem Kristianem Sambachem. Nad bočními vchody visí obrazy Seslání Ducha svatého a Poslední večeře Páně, který je nejcennější malbou v kostele. Toto dílo pochází pravděpodobně ještě z původního kostela. Čtrnáct reliéfních obrazů křížové cesty bylo pořízeno na konci 19. století. Nad křtitelnicí se nachází sousoší Křtu Páně, které spolu s kazatelnou vytvořil řezbář a sochař Florian Tomášek z Jedlí v roce 1773. Oltář Neposkvrněné Panny Marie, který slouží i jako Boží hrob vytvořil v roce 1949 sochař Antonín Berka, který je také autorem soch v protější lurdské kapli. Tato kaple byla zřízena v roce 1925. Misijní kříž nad oltářem sv. Kříže pochází z roku 1948. V roce 1998 byl v duchu II. vatikánského koncilu upraven nový liturgický prostor, jehož středem je obětní stůl od akademického sochaře Petra Váni. Při svěcení oltáře byly do něj vloženy ostatky svatých mučedníků Pavla a Theodora. 

## Galerie

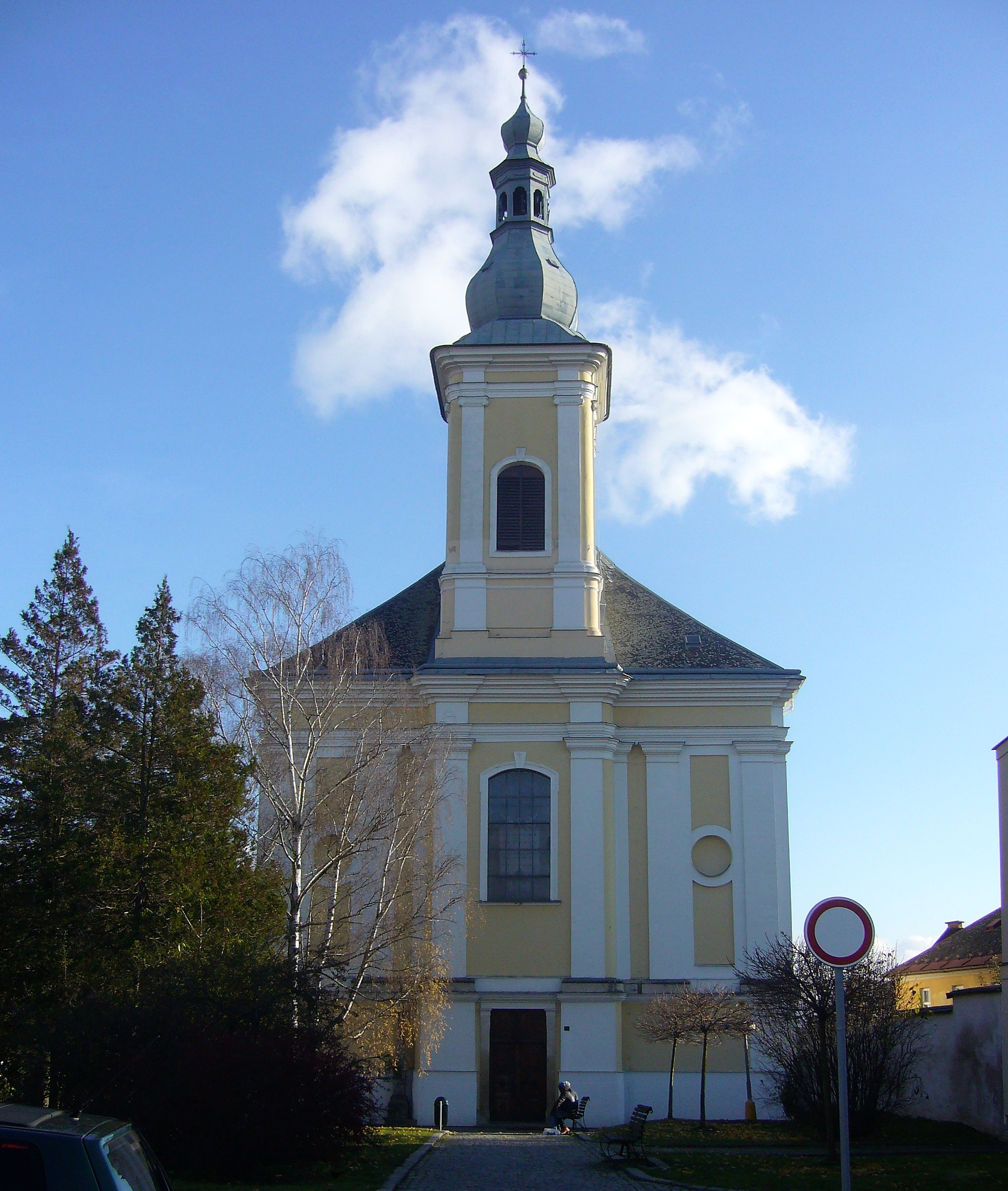
průčelí kostela
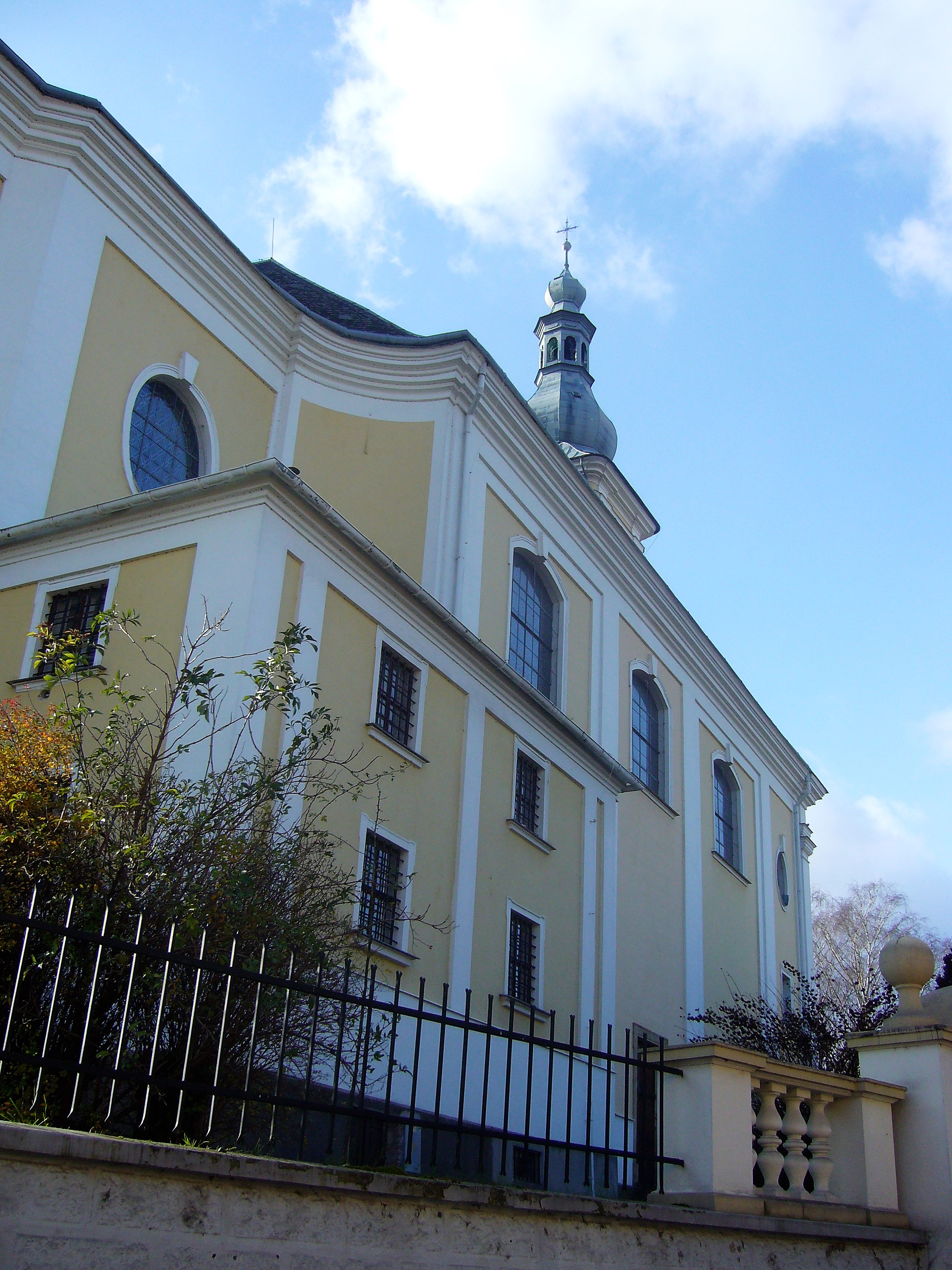
severní strana se sakristií
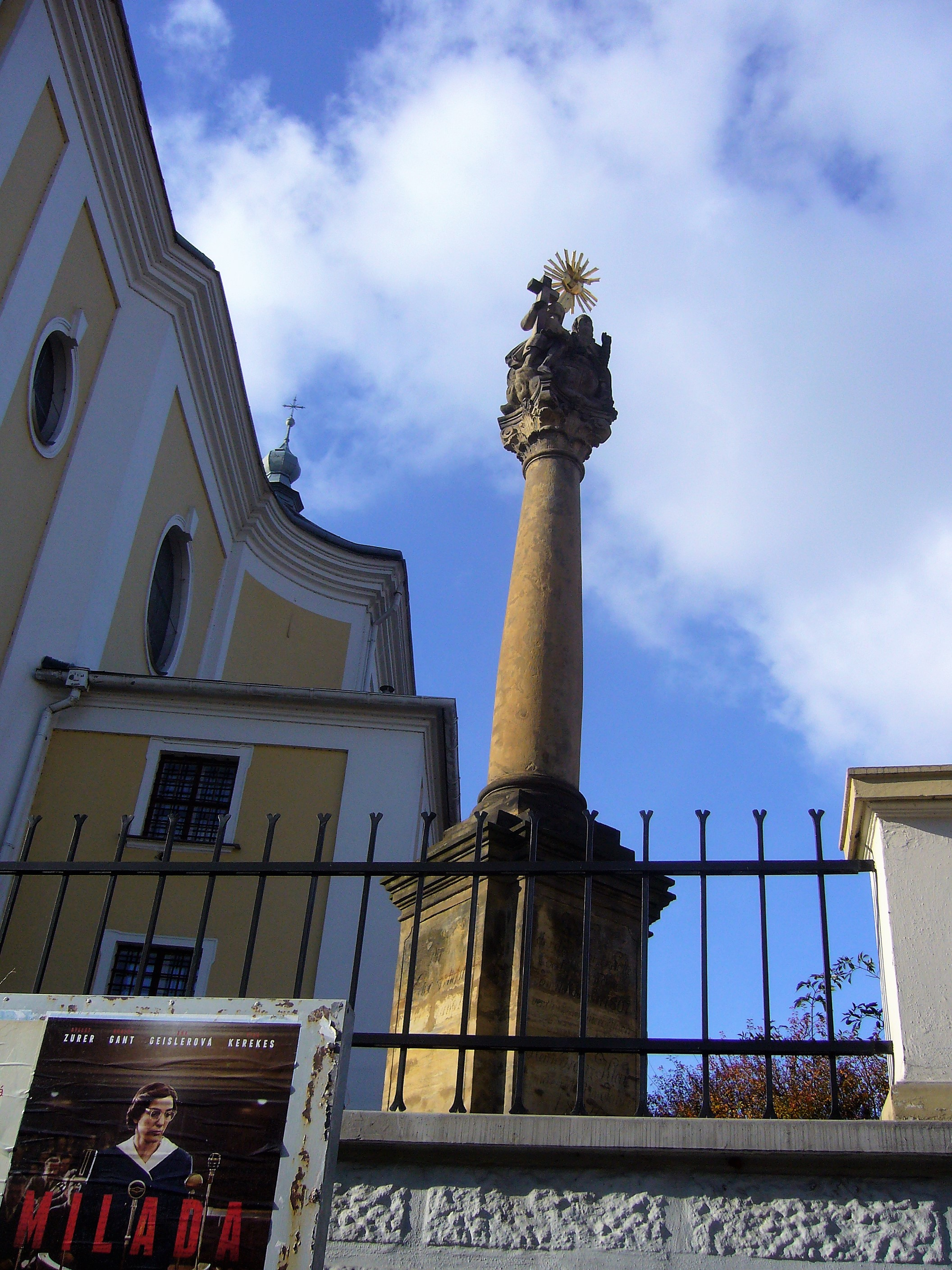
sloup se sousoším Nejsvětější Trojice
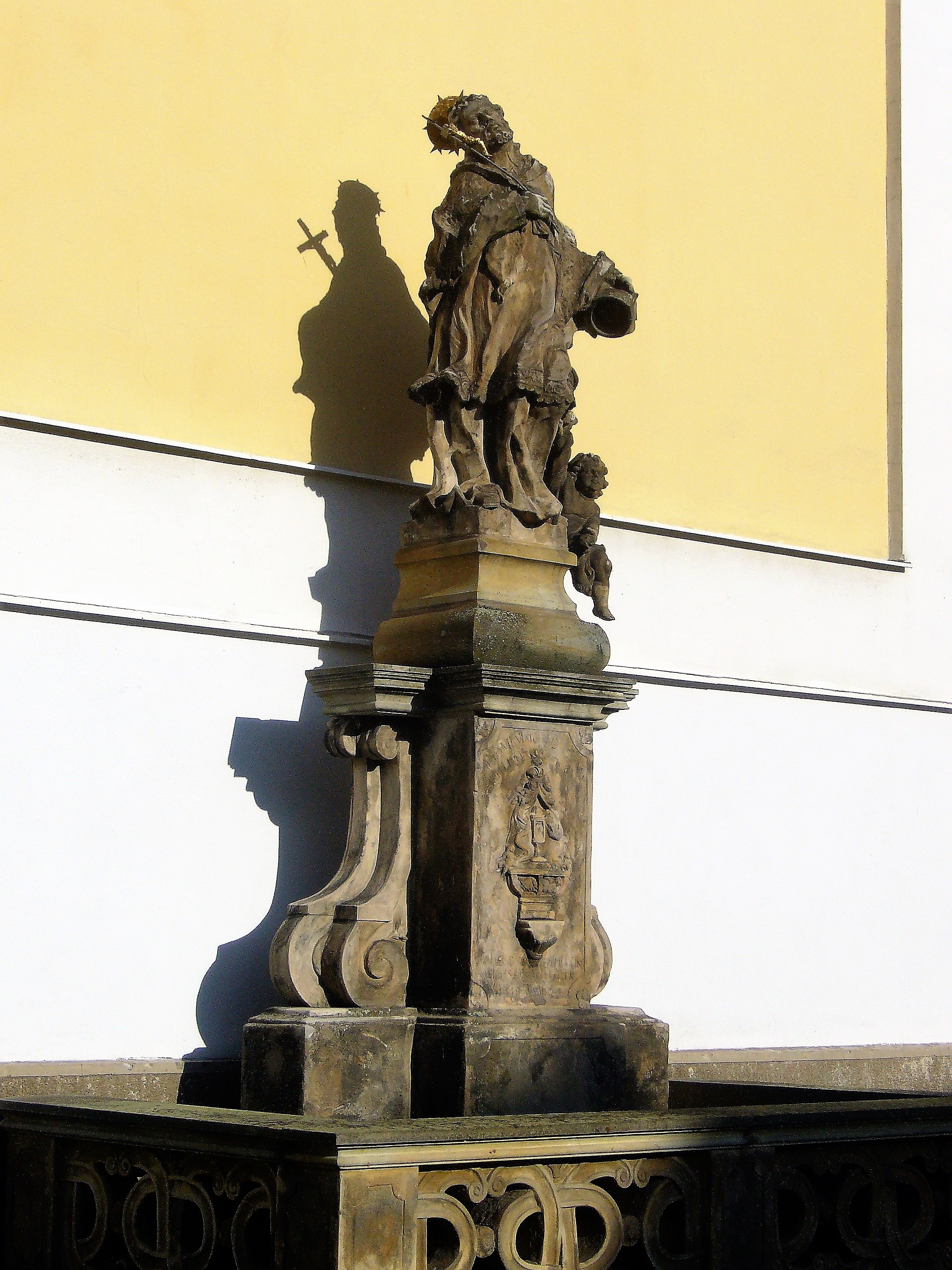
socha sv. Jana Nepomuckého
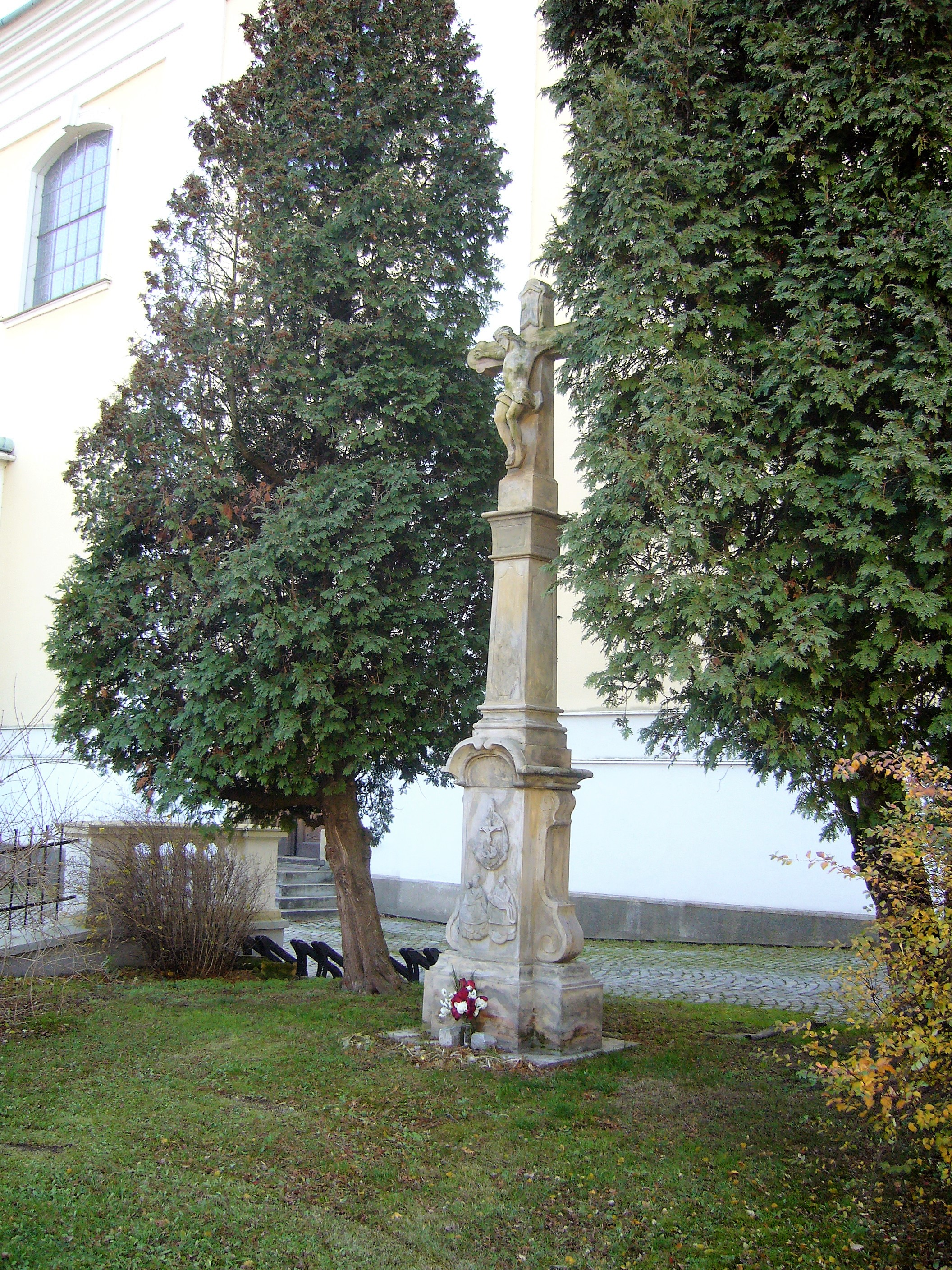
kříž u kostela
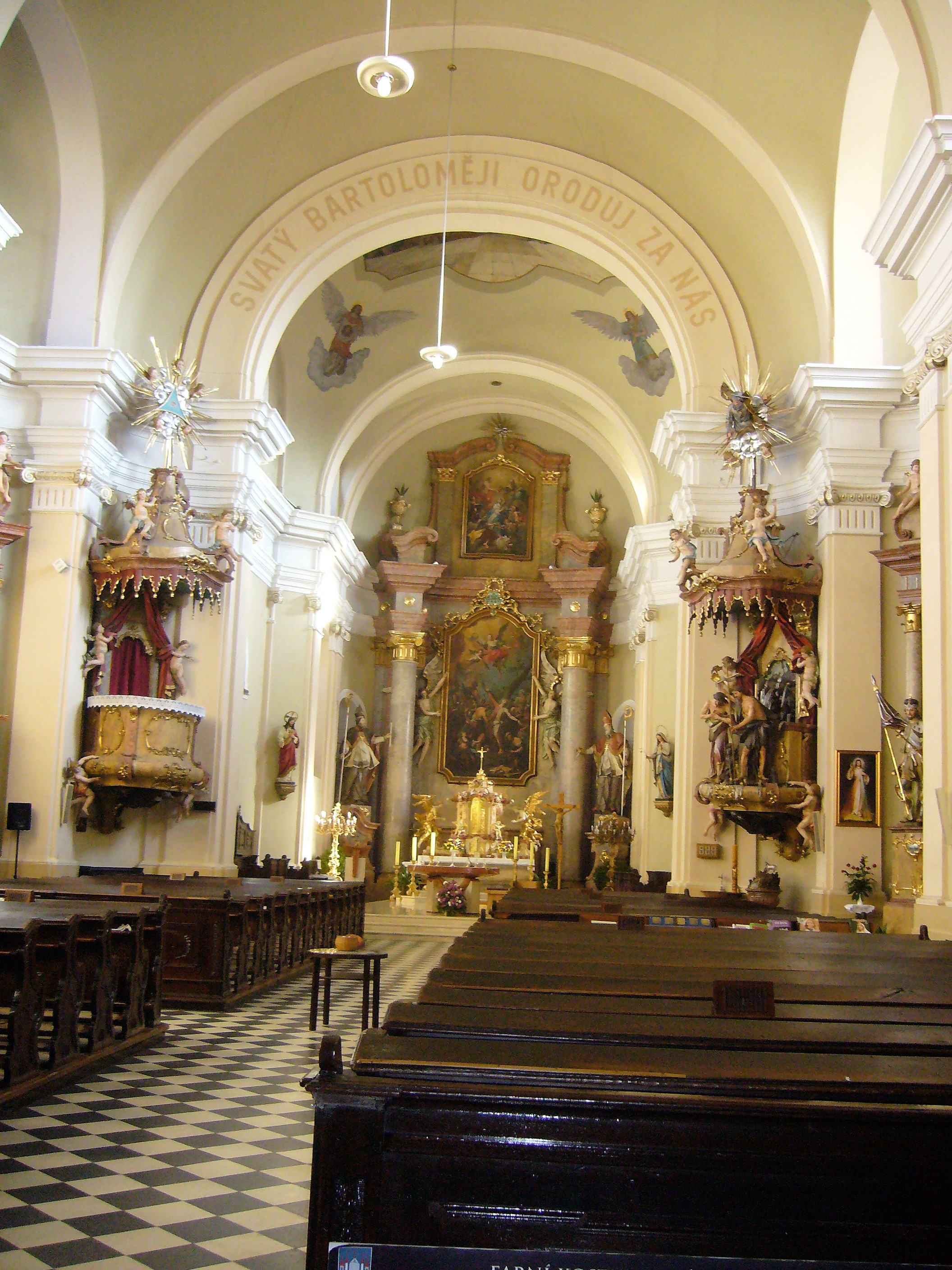
interiér kostela
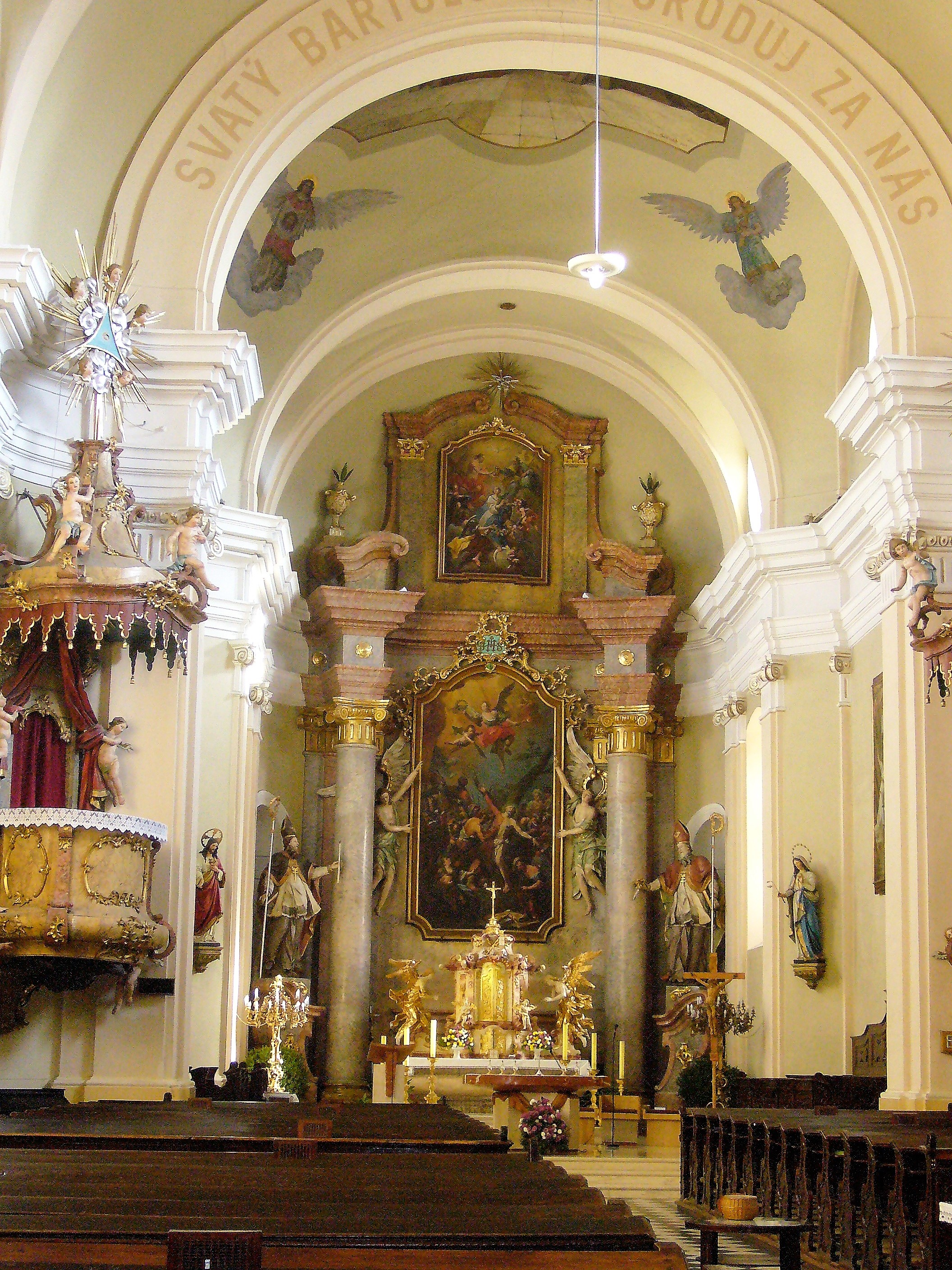
hlavní oltář a kazatelna
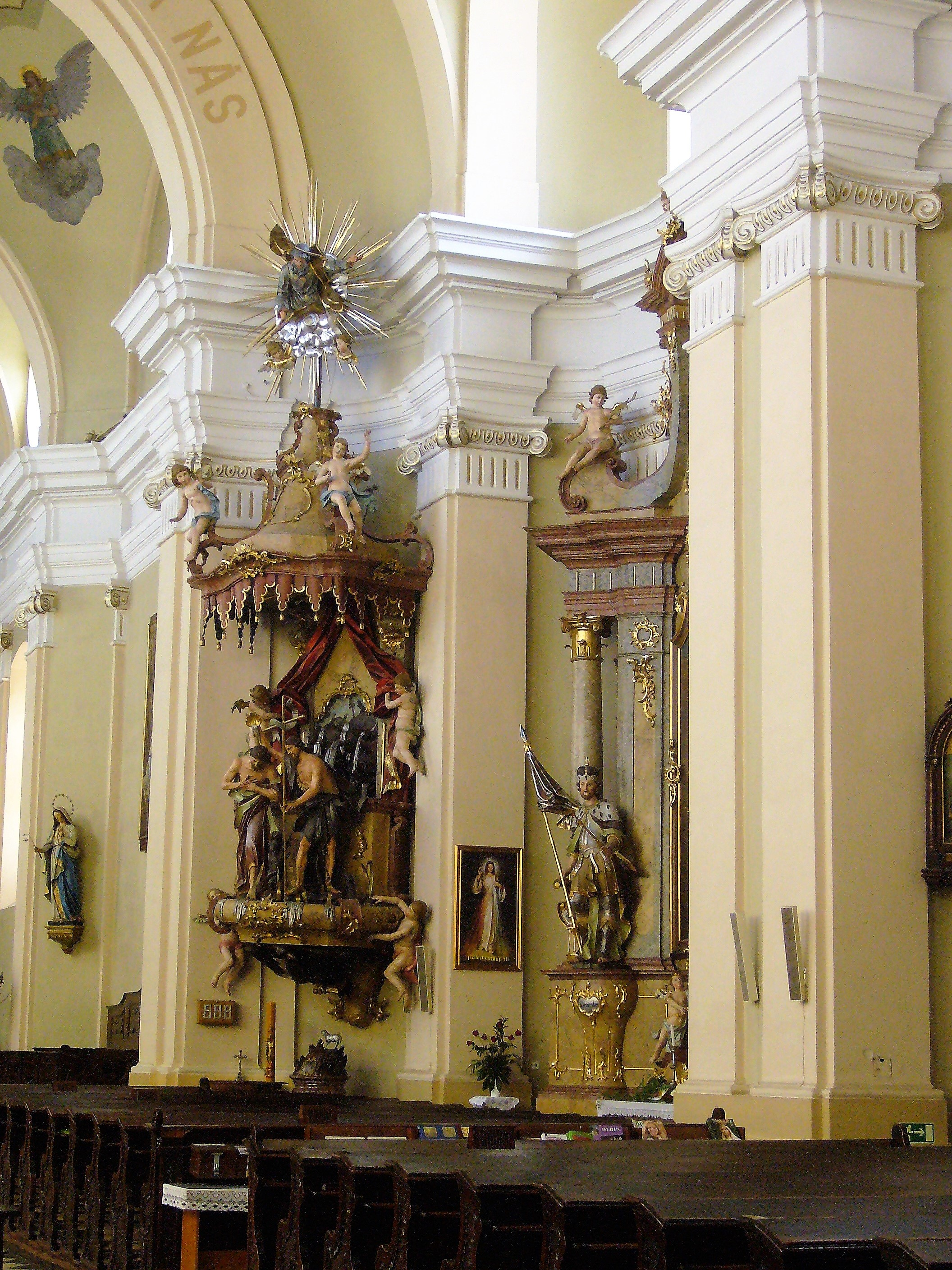
sousoší Křtu Páně
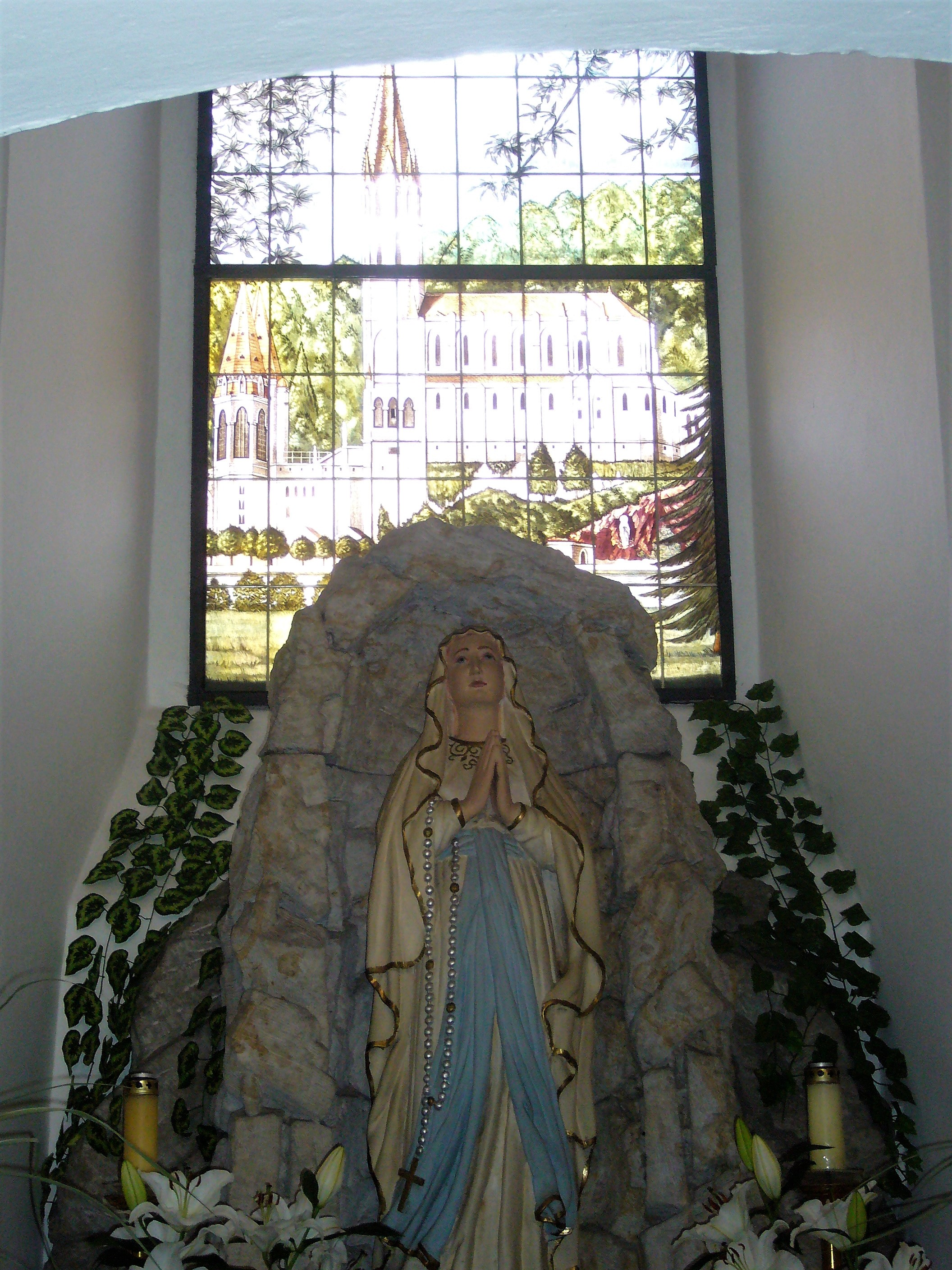
Lurdská kaple a vitrážové okno